# Proporczykowiec dwupręgi
Proporczykowiec dwupręgi  (Aphyosemion bivittatum) – gatunek słodkowodnej ryby karpieńcokształtnej z rodzaju Aphyosemion należący do rodziny Nothobranchiidae. Bywa hodowany w akwariach.

## Występowanie
Występuje w gęsto zarośniętych strumieniach i potokach w Afryce na terenie Kamerunu i Nigerii.

## Charakterystyka
Ryba terytorialna zwalczająca przeciwnika. Dorasta do 5–6 cm długości.

## Warunki w akwarium
| Zalecane warunki w akwarium | Zalecane warunki w akwarium |
| --------------------------- | --------------------------- |
| Zbiornik                    |                             |
| Temperatura wody            | 22-24°C                     |
| Twardość wody               | 5-10°n                      |
| Skala pH                    | 6-6,5                       |
| Pokarm                      |                             |
| Uwagi                       | wymagane kryjówki           |

## Rozmnażanie
Tarło przebiega wśród roślin. Narybek wylęga po ok. dwóch tygodniach.

## Zagrożenia
Gatunek narażony na wyginięcie w wyniku ekspansji plantacji palmy olejowej, jak również zanieczyszczenie środowiska, odwadnianie terenów podmokłych i wylesianie.
Aby zapobiec wyginięciu gatunku utworzono w Nigerii park narodowy na rzece Corss (Cross River National Park).